# ماریو لیچکا
ماریو لیچکا (چکی: Mario Lička؛ زادهٔ ۳۰ آوریل ۱۹۸۲) بازیکن فوتبال اهل جمهوری چک است.
از باشگاه‌هایی که در آن بازی کرده‌است می‌توان به باشگاه فوتبال استاد برستوا ۲۹، باشگاه فوتبال اسلاویا پراگ، باشگاه فوتبال ساوت‌همپتون، باشگاه فوتبال لیورنو، و باشگاه فوتبال بانیک استراوا اشاره کرد.
وی همچنین در تیم‌های ملی فوتبال زیر ۲۱ سال جمهوری چک و جمهوری چک بازی کرده‌است.